# 葉秋木
葉 秋木（よう しゅうぼく、1908年 - 1947年3月8日）は台湾の政治家。

## 略歴
日本の中央大学に留学、東京における台湾留学生の左翼運動に参加し台湾文化同好会を設立している。卒業後はコンクリートや原木の輸入事業を行っている。終戦後に台湾が国民政府により接収されると、三民主義青年団屏東分団により屏東に派遣され、1946年3月に屏東市参議会参議員に当選、副議長に推薦された。
1947年、二・二八事件が台北市で発生すると、混乱は屏東市に及び市民による暴動が発生した。市長の龔履端が逃亡すると3月初に屏東市に二・二八事件処理委員会屏東分会が成立し。参議会議長の張吉甫は病気を理由に事態収拾に参加することを拒否したことで葉秋木が臨時市長に推薦された。臨時市長に就任した葉秋木は一説では屏東司令部を組織し、民衆による憲兵隊攻撃を指示したとも、会議の席上で暴力に訴えることなく平和裏に事態の解決を図るべく説得を行ったとも言われている。
3月8日、国民政府軍が屏東市内に進駐すると事件関係者の逮捕に着手する。葉秋木も国民政府軍により逮捕され、叛乱首謀者として屏東市郵便局前の三角公園で銃殺された。